# شرکت خودروسازی هادسون
هادسون موتور، (به انگلیسی: Hudson Motor Car Company) شرکت خودروسازی آمریکایی بود در دیترویت، میشیگان. که از سال ۱۹۰۹ تا ۱۹۵۴ فعالیت می‌کرد. در سال ۱۹۵۴، هادسون با شرکت نش-کلوینیتور و امریکن موتورز ادغام شد.

## تاریخچه
نام شرکت هادسن موتور، از جوزپه ال. هادسون، مؤسس و بنیانگذار فروشگاه بزرگ شهر دیترویت، هادسونز، کسی که سرمایه لازم را برای شرکت فراهم کرد و اجازه داد که شرکت به نام او نامگذاری شود، گرفته شده‌است.